# Australobolbus austrinus
Australobolbus austrinus är en skalbaggsart som beskrevs av Henry Fuller Howden 1992. Australobolbus austrinus ingår i släktet Australobolbus och familjen Bolboceratidae. Inga underarter finns listade.